# Raad van de Europese Unie

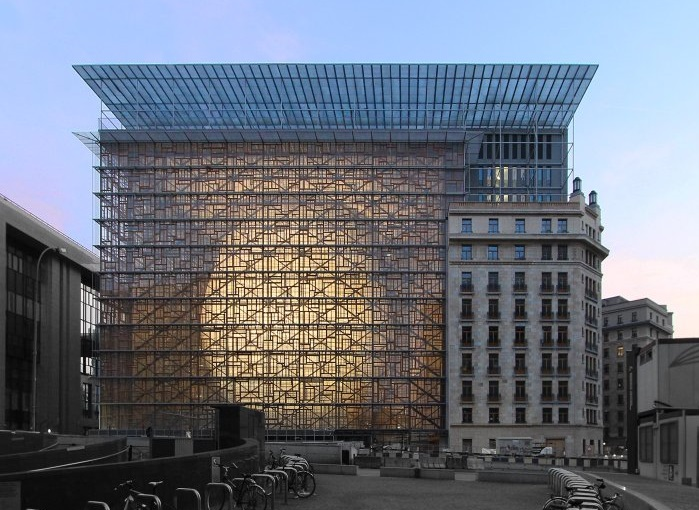
Het Europagebouw in Brussel

De Raad van de Europese Unie of Raad van de EU (ook wel EU-raad, Engels: EU Council,  of kortweg Raad genoemd) is een instelling van de Europese Unie. De Raad oefent samen met het Europees Parlement de wetgevingstaak en de begrotingstaak uit en heeft daarnaast bepaalde beleidsbepalende en coördinerende taken.
De Raad bestaat uit een vertegenwoordiger van iedere EU-lidstaat op ministerieel niveau. Hij besluit meestal met gekwalificeerde meerderheid van stemmen.

## Geschiedenis
De Raad verscheen voor het eerst in de Europese Gemeenschap voor Kolen en Staal (EGKS) als de "Bijzondere Raad van Ministers" , opgericht om tegenwicht te bieden aan de Hoge Autoriteit (de supranationale uitvoerende macht, nu de Commissie). De originele Raad had slechts beperkte bevoegdheden. Kwesties met enkel betrekking tot kolen en staal vielen binnen het domein van de Autoriteit, terwijl de Raad alleen zijn toestemming moest geven aan beslissingen die niet over kolen en staal gingen. Ook controleerde de Raad de Hoge Autoriteit (de uitvoerende macht).
In 1957 werden middels het Verdrag van Rome twee nieuwe gemeenschappen opgericht. Met deze gemeenschappen ontstonden ook twee nieuwe raden: de Raad van de Europese Gemeenschap voor Atoomenergie (EGA) en de Raad van de Europese Economische Gemeenschap (EEG). Als gevolg van bezwaren over de supranationale macht van de Autoriteit, kregen deze Raden echter meer bevoegdheden.
In 1965 werd de Raad geraakt door de "lege stoel-crisis". Als gevolg van onenigheid tussen de Franse president Charles de Gaulle en onder andere de landbouwvoorstellen van de Commissie, boycotte Frankrijk alle vergaderingen van de Raad. Dit werd het daaropvolgende jaar opgelost door het compromis van Luxemburg. Hoewel geïnitieerd door een gok van de toenmalige voorzitter van de Commissie, Walter Hallstein, die het voorzitterschap verloor na de crisis, legde het de gebreken van de werking van de Raad bloot.
Vanaf het moment dat het fusieverdrag in 1967 van kracht werd, bestond er één Raad voor de drie Europese Gemeenschappen (EGKS, Euratom en EG).
In 1993 kreeg de Raad de naam "Raad van de Europese Unie", naar aanleiding van de oprichting van de Europese Unie door het Verdrag van Maastricht. Vanaf toen had het werkterrein van de Raad betrekking op de drie "pijlers" van de Europese Unie:
1. Europese Gemeenschappen
2. Gemeenschappelijk buitenlands en veiligheidsbeleid (GBVB)
3. Politiële en justitiële samenwerking in strafzaken (PJSS).

Het verdrag versterkte de Raad met de toevoeging van meer intergouvernementele elementen in het pijlersysteem. Echter, op hetzelfde ogenblik werden het Parlement en de Commissie versterkt in de communautaire pijler, wat het vermogen van de Raad om daar onafhankelijk te handelen terugdrong.
Het Verdrag van Lissabon (2009) schafte het pijlersysteem af en gaf meer bevoegdheden aan het Europees Parlement. Ook werd de functie van hoge vertegenwoordiger van de Raad als gevolg van dit verdrag samengevoegd met die van de commissaris voor Buitenlandse Betrekkingen. Deze nieuwe functionaris werd vervolgens de vaste voorzitter van de Raad Buitenlandse Zaken, in plaats van het roterende voorzitterschap. De Europese Raad werd uitgeroepen tot een volwaardige instelling van de Raad, ook voorgezeten door een vaste voorzitter, en de verschillende configuraties van de Raad werden voor de eerste keer genoemd in de verdragen.
De ontwikkeling van de Raad werd gekenmerkt door de toegenomen macht van het Parlement, waarmee de Raad zijn wetgevende bevoegdheden heeft moeten delen. Het Parlement heeft vaak verzet geboden tegen de wensen van de Raad. Dit heeft in sommige gevallen geleid tot botsingen tussen de twee instellingen, waar de Raad het intergouvernementele vertegenwoordigt en het parlement het supranationale.

## Taken
De Raad van de Europese Unie voert drie hoofdtaken uit:
1. hij heeft beslissingsbevoegdheid;
2. hij zorgt voor de politieke en economische samenwerking tussen de lidstaten;
3. hij deelt de begrotingstaak met het Europees Parlement.

### Beslissingsbevoegdheid
De beslissingsbevoegdheid van de Raad is bedoeld om ervoor te zorgen dat de doelstellingen die in de verdragen zijn vastgelegd ten uitvoer worden gelegd conform de voorwaarden die daarin zijn voorzien. In het algemeen handelt de Raad alleen op verzoek van de Commissie en dan meestal in samenwerking met het Europees Parlement in het kader van de medebeslissings-, raadplegings- of goedkeuringsprocedure.
In het algemeen wordt de communautaire wetgeving (met betrekking tot, bijvoorbeeld, voltooiing van de interne markt, milieu of consumentenbescherming) gezamenlijk goedgekeurd door de Raad en het Parlement via de medebeslissingsprocedure. Sinds het Verdrag van Amsterdam in 1999 in werking is getreden, is het toepassingsgebied van deze procedure overigens uitgebreid tot nieuwe terreinen, zoals non-discriminatie, vrijheid van verkeer en verblijf en de bestrijding van sociale uitsluiting.
De Raad speelt een doorslaggevende rol bij het gemeenschappelijk buitenlands en veiligheidsbeleid (GBVB) en de politiële en justitiële samenwerking in strafzaken (JBZ), voor zover ze betrekking hebben op de wezenlijke bestanddelen van de nationale soevereiniteit van de lidstaten. Op deze terreinen is de rol van het Parlement en de Commissie beperkter.
Met betrekking tot de tenuitvoerlegging kan in het algemeen worden gesteld dat de bevoegdheden voor het uitvoeren van de communautaire wetgeving bij de Commissie berusten. In specifieke gevallen kan de Raad zich echter het recht voorbehouden om uitvoerende taken op zich te nemen.

### De coördinatie van het economisch beleid van de lidstaten
In het Verdrag is bepaald dat er een economisch beleid wordt ingevoerd op basis van een nauwe coördinatie van het economisch beleid van de lidstaten. Daartoe stelt de Raad jaarlijks een ontwerp op voor de globale richtsnoeren voor het economisch beleid van de lidstaten welke het voorwerp van een conclusie van de Raad is. Vervolgens wordt dit verslag vertaald naar een aanbeveling van de Raad en gerelateerd aan een multilateraal controlemechanisme.
Bovendien wordt de coördinatie die in het verdrag is voorzien volledig verwezenlijkt in het kader van de Economische en Monetaire Unie, waarin de maandelijkse "EcoFin"-raad (Raad Economische en Financiële Zaken) een vooraanstaande rol speelt.

### Begrotingsautoriteit
Het Europees Parlement en de Raad van de EU zijn de belangrijkste partijen die bij de goedkeuring van de jaarlijkse communautaire begroting zijn betrokken. Elk jaar wordt een voorontwerp van de begroting opgesteld dat ter goedkeuring aan de Raad wordt voorgelegd. Vervolgens kan het Europees Parlement tijdens twee opeenvolgende lezingen met de Raad onderhandelen om bepaalde uitgaven te wijzigen en een goede toewijzing van de begrotingsmiddelen te garanderen.
Ten slotte neemt de Raad een besluit over de zogenaamde verplichte uitgaven, dus met name de landbouwuitgaven en uitgaven die voortvloeien uit internationale overeenkomsten met derde landen. De zogenaamde "niet-verplichte" uitgaven en de uiteindelijke goedkeuring van de begroting in haar geheel vallen daarentegen onder de verantwoordelijkheid van het Parlement.

## Organisatie

### Voorzitterschap
Het voorzitterschap van de Raad ligt per toerbeurt van zes maanden in handen van een van de lidstaten. Sinds 1 januari 2025 is Polen voorzitter van de Raad. Dit geldt echter niet voor de formatie Buitenlandse Zaken, die wordt namelijk voorgezeten door de hoge vertegenwoordiger.
De voorzitter van de Raad is bijzonder actief betrokken bij de organisatie van de werkzaamheden van deze instelling en leidt de vergaderingen. Ook speelt hij een belangrijke, stimulerende rol bij besluiten inzake wetgeving en beleid en bemiddelt hij tussen lidstaten zodat gemakkelijker een compromis tussen deze lidstaten kan worden gevonden.

### Configuraties

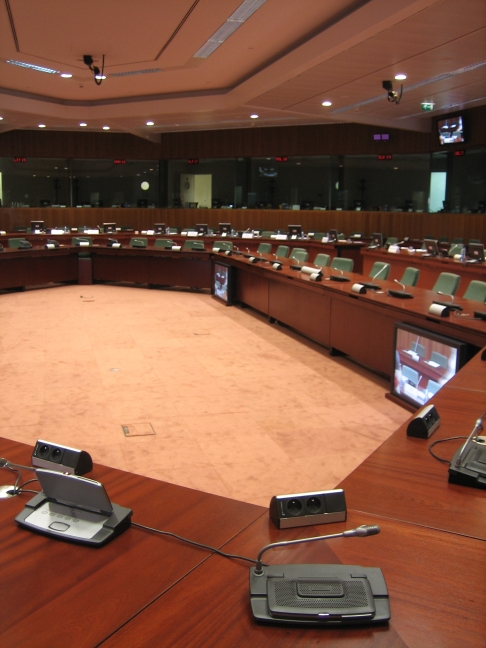
De vroegere ontmoetingsplaats van de Raad van de EU in het Justus Lipsiusgebouw

De Raad bestaat uit één vertegenwoordiger per lidstaat op ministerieel niveau, die gemachtigd is zijn regering te binden aan te sluiten verdragen. Hoewel er formeel slechts één Raad bestaat, wisselt de samenstelling van de zittingen van de Raad naargelang van de te behandelen onderwerpen.
De volgende formaties komen het meest voor:
- Algemene Zaken
- Buitenlandse Zaken
- Economische en Financiële Zaken
- Werkgelegenheid, Sociaal Beleid, Gezondheid en Consumentenbescherming
- Justitie en Binnenlandse Zaken
- Concurrentievermogen (Interne Markt, Industrie, Onderzoek en Ruimtevaart)
- Vervoer, Telecommunicatie en Energie
- Landbouw en Visserij
- Milieu
- Onderwijs, Jeugd, Cultuur en Sport

Met betrekking tot de verschillende samenstellingen van de Raad houden de formaties Algemene zaken, Economische en financiële zaken en Landbouw maandelijks een vergadering, terwijl de overige formaties twee tot vier keer per jaar bijeenkomen, afhankelijk van de prioriteit die de behandelde onderwerpen hebben. Bij stemprocedures wordt in het Verdrag meestal uitgegaan van gekwalificeerde meerderheid van stemmen.
In België waar sommige bevoegdheden van de regio's zijn, wordt er via beurtrol de respectievelijke minister afgevaardigd die dan de belangen van de 3 Gewesten of 3 Gemeenschappen moet vertegenwoordigen.

### Administratie
De lidstaten beschikken in Brussel over permanente vertegenwoordigingen bij de Europese Unie. De ambassadeurs van de lidstaten ("permanente vertegenwoordigers") vergaderen wekelijks binnen het Comité van Permanente Vertegenwoordigers (Coreper). Dit Comité is belast met de voorbereidingen van de werkzaamheden van de Raad, met uitzondering van landbouwaangelegenheden die onder het Speciaal Comité voor de Landbouw (SCL) vallen. Het voorbereiden van de besluitvorming van de Raad vindt plaats in de raadswerkgroepen die uit ambtenaren van de nationale overheden bestaan.
Het secretariaat-generaal zorgt ervoor dat de werkzaamheden van de Raad op alle niveaus worden voorbereid en goed verlopen. De secretaris-generaal staat de Raad bij door een bijdrage te leveren aan het opstellen, uitwerken en ten uitvoer leggen van de beleidsbeslissingen en eventueel in naam van de Raad de politieke dialoog met derde landen te voeren. De Secretaris-generaal wordt bijgestaan door een plaatsvervangend secretaris-generaal die is belast met het beheer van het Secretariaat-generaal.

## Zetel
De Raad zetelt in de Europese wijk van Brussel, in het Europagebouw, waar de ministervergaderingen plaatsvinden, behalve in april, juni en oktober. In deze maanden worden de vergaderingen in Luxemburg gehouden.